# Пинк, Ариэль
Ариэль Маркус Розенберг (англ. Ariel Marcus Rosenberg; род. 24 июня 1978, Лос-Анджелес, Калифорния) — американский певец, музыкант и автор песен, выступающий под сценическим именем Ариэль Пинк (Ariel Pink). Его многочисленные альбомы, записанные в лоу-фай-эстетике в домашних условиях, а также стилизация музыки под ретро восьмидесятых годов с использованием психоделических мотивов оказали влияние на многих инди-поп-музыкантов конца 2000-х и 2010-х годов. Пресса именует артиста родоначальником и «крёстным отцом» гипнагогического попа и чиллвейва.

## Биография
Ариэль Пинк родом из Беверливуда, района города Лос-Анджелес, учился в средней школе Беверли-Хиллз. После окончания школы поступил в Калифорнийский Институт Искусств. В средней школе он начал увлекаться готическим роком, в особенности любил слушать Christian Death, Bauhaus, The Sisters of Mercy, The Cure. Ариэль начал писать тексты песен в десятилетнем возрасте и к 1996 году записал около 500 песен на кассеты.
Пинк продюсирует и исполняет сам практически все свои песни, для записи ударных инструментов использует собственный рот, иногда подмышки
. Пинк — приверженец домашней записи звука, далекой от студийных стандартов. Источники его вдохновения — от Майкла Джексона до Р. Стиви Мура — «друга, учителя, основоположника домашней звукозаписи».
В июле 2002 года Пинк женился на Лизе Даниэлс, в 2005 году их брак распался.

## Дискография
- The Doldrums (2004)
- Worn Copy (2005)
- House Arrest (2006)
- Lover Boy (2006)
- Ariel Rosenberg’s Thrash and Burn: Pre (2006)
- Scared Famous (2007)
- Underground (2007)
- Odditties Sodomies Vol. 1 (2008)
- Before Today (2010) (№ 163 в США)[7]
- Mature Themes (21 августа 2012)[8]
- Pom Pom (2014)
- Dedicated To Bobby Jameson (2017)
- Odditties Sodomies Vol. 2 (2019)
- Lowrider Slug feat. The Garden (2020)
- Odditties Sodomies Vol. 3 (2021)
- Sit n' Spin (2021)